# Университет Монаша
Университет Монаша (англ. Monash University) — государственный университет Австралии, расположен в основном в Мельбурне (Виктория). Университет был основан в 1958 году и назван в честь героического австралийского генерала времён Первой мировой войны Джона Монаша.
Университет Монаша играет важную роль в научном мире XXI века, публикуя ежегодно результаты свыше 5000 научных исследований, посвящённых самым острым проблемам современности. Администрация университета активно финансирует преподавательскую и студенческую базы и обладает самым современным оснащением в своём распоряжении: инновационными техническими установками и библиотекой, содержащей в своих фондах свыше 3,5 миллионов томов.
Университет входит в престижную Группу восьми австралийских университетов и является одним из лучших высших учебных заведений Австралии и мира. По данным международного рейтинга Times Higher Education World University Rankings, в 2017 году университет Монаша вошел в топ 1 % мировых университетов, заняв 74 позицию. В мировом рейтинге университетов 2018 года по версии QS занимает 60 позицию.
Это крупнейший университет Австралии, в котором обучается около 70 тыс. студентов. Кроме 6 кампусов в Виктории Университет Монаша располагает четырьмя зарубежными кампусами: в Малайзии, Южной Африке, Индии, а также исследовательским центром в Прато, Италия.